# Rito de cortejo
Rito de cortejo —originalmente en inglés: Courtship rite— es una novela de ciencia ficción escrita por Donald Kingsbury. Fue su primera novela publicada, en 1982, primero serializada en cuatro partes en la revista Analog y luego, el mismo año, en ediciones íntegras simultáneas en cartoné y rústica.

## Premios
En 1983 obtuvo tanto el premio Locus como el premio Compton Crook a la mejor primera novela, además de ser finalista para el premio Hugo de 1983 en la categoría de mejor novela. 
En 2016 la obra fue incluida en el Prometheus Hall of Fame de la mejor ficción clásica libertaria.